# آرنکور
آرنکور (به فرانسوی: Arraincourt) یک کمون در فرانسه است که در Canton of Faulquemont واقع شده‌است.

## خصوصیات
آرنکور ۴٫۷۴ کیلومترمربع مساحت و ۱۲۵ نفر جمعیت دارد و ۲۰۰ متر بالاتر از سطح دریا واقع شده‌است.